# Synidotea watsonae
Synidotea watsonae är en kräftdjursart som beskrevs av Gary C.B. Poore och Lew Ton 1993. Synidotea watsonae ingår i släktet Synidotea och familjen tånglöss. Inga underarter finns listade i Catalogue of Life.